# Campoplex frustranae
Campoplex frustranae är en stekelart som beskrevs av Joseph Augustine Cushman 1927. Campoplex frustranae ingår i släktet Campoplex och familjen brokparasitsteklar. Inga underarter finns listade.